# Nervtillväxtfaktor
Nervtillväxtfaktorer, som förkortas NGF (efter engelskans nerve growth factor), är små proteiner som är betydelsefulla för celltillväxt, bibehållandet och överlevnaden av vissa mål i nervcellerna i perifera och sympatiska nervsystemet samt i kolinerga nervceller i framhjärnan. Den har också viss betydelse som signalämne i nervsystemet och i neuroendokrina immunsystemet, är viktigt vid autoimmuna sjukdomar, och förhöjda värden har konstaterats vid fysisk och psykisk stress. Nervtillväxtfaktorerna kan på sätt och vis ses som prototypen för tillväxtfaktorerna, eftersom de var en av de första av dem som beskrevs.
Medan nervtillväxtfaktor åsyftar en enda eller en specifik faktor, syftar pluralformen nervtillväxtfaktorer på denna och flera andra kända faktorer, som också går under namnet neurotrofiner. Andra faktorer i den gruppen är BDNF, neurotrofin 3 (NT-3) och hypofysär adenylcyklasaktiverande polypeptid.
NGF utsöndras möjligen tillsammans med prolaktin från prolaktinceller i adenohypofysen och reagerar likartat som prolaktin på D2-antagonister. Vasoaktiv intestinal peptid stimulerar utsöndring av NGF. Det är därför också möjligt att frisättningen av NGF i adenohypofysen sker till följd av neuroendokrina mekanismer. Det är också möjligt att receptorerna till den nervtillväxtfaktor som finns i framhjärnan interagerar med östrogenreceptorerna som också finns där, vilket kan vara en möjlig delförklaring till Alzheimers sjukdoms etiologi. Vid Parkinsons sjukdom finns en sänkt nivå av NGF i substantia nigra, och det förekommer forskning med behandling av denna och andra neurodegenerativa sjukdomar med NGF. Sänkta värden av NGF förekommer också bland psykotiska personer, och värdena förbättras av medicinering med neuroleptikum.
Tillfälligt höga nervtillväxtfaktorvärden har visat sig korrelera med stressrelaterat håravfall hos möss.